# عزلة دولية

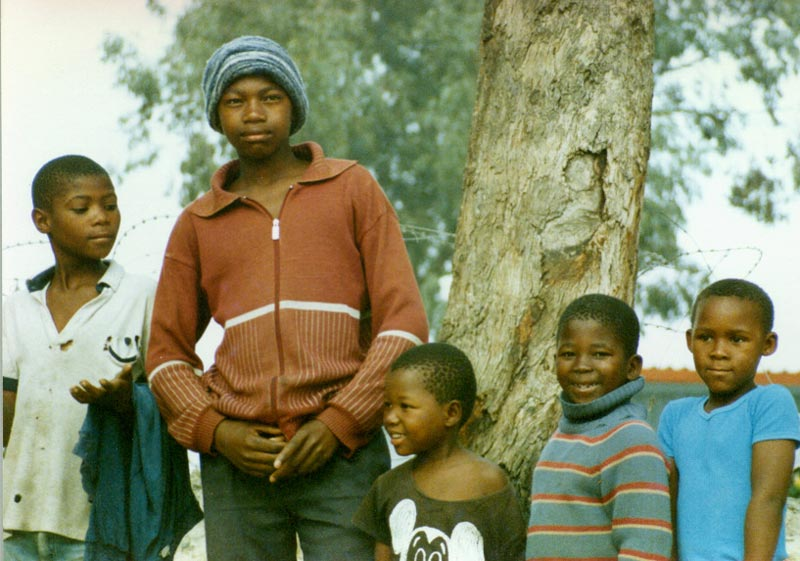
عادة ما يكون الفقر بين فئات المجتمع المحرومة أحد آثار العزلة الدولية. أطفال في بلدة جنوب أفريقيا عام 1989، خلال سنوات العزلة الدولية للجمهورية

العزلة الدولية هي عقوبة يطبقها المجتمع الدولي أو مجموعة كبيرة أو قوية من البلدان، مثل الأمم المتحدة، تجاه دولة واحدة أو حكومة أو مجموعة من الناس. قد يشير المصطلح نفسه أيضًا إلى الحالة التي تجد الدولة نفسها فيها بعد أن تجنبها المجتمع الدولي للدول أو مجموعة الدول الكبرى. تعتمد محددات المجموعة الأكبر من البلدان على الاستقرار الاقتصادي والسياسي والثقافي ولكن بما أن النظام العالمي يتغير باستمرار مع صعود البلدان النامية فقد تتغير هذه المجموعة.

## تعاريف
غالبًا ما تكون العزلة الدولية نتيجة للعقوبات الدولية ضد دولة معينة (أو مجموعة دول), ولكن قد يكون أيضًا نتيجة لسياسة الانعزالية من قبل الدولة المعنية. ليبيا تحت حكم معمر القذافي، على سبيل المثال، انتهى بها المطاف في حالة من العزلة الدولية بعد عقود من المواجهة مع الغرب وسياساته النقدية ضد الحكومات العربية الأخرى.
قد تجد البلدان التي انفصلت عن دولة أخرى نفسها تحت عزلة دولية، مثل أبخازيا، التي لا تعترف بها سوى حفنة من البلدان بعد الانفصال عن جورجيا بمساعدة الجيش الروسي. يجد شمال قبرص، القسم الشمالي من جزيرة قبرص، نفسه في وضع مماثل. عادة ما تكون هذه الدول ومصالحها محمية من قبل جار أكبر.
تم صياغة بعض المصطلحات أو المفاهيم المعترف بها على نطاق واسع، مثل «دولة منبوذة»، للإشارة إلى البلدان التي عزلت نفسها دوليًا أو تم عزلها من قبل مجموعات كبيرة من الدول. خصائص هذه الدولة هي "... العزلة الدبلوماسية غير المستقرة، وغياب الدعم الأمني المضمون والموثوق أو المراسي السياسية داخل هياكل تحالف القوى الكبرى، و... [ كونها ] أهداف الاحتقار والرقابة المهووسة وغير المتواصلة داخل المنتديات الدولية مثل الأمم المتحدة. "كانت إحدى هذه الدول جمهورية كمبوتشيا الشعبية بعد عام 1979، عندما دفعت كل من جمهورية الصين الشعبية والولايات المتحدة من أجل عزلتها في الساحة الدولية، بعد عدم الموافقة على الغزو الفيتنامي للإطاحة بالخمير الحمر. مثال آخر هو عندما تفشل البلدان في الامتثال للاتفاقيات الدولية أو الانسحاب منها. إن انسحاب كندا من بروتوكول كيوتو للحد من غازات الدفيئة في عام 2011 هو مثال على ذلك.
تم استخدام مفهوم «السقوط من الخريطة» من قبل الكاتب السياسي البريطاني التوباغوني الخامس. س. نايبول في إشارة إلى العزلة الدولية المتزايدة لجمهورية إيران الإسلامية بعد أن كانت في دائرة الضوء خلال أوقات الشاه رضا بهلوي وخلال السنوات الأولى من الثورة.

## التاريخ
ساهمت العزلة الدولية في سقوط الحكومة الجمهورية الإسبانية بعد اتفاقية عدم التدخل في الحرب الأهلية الإسبانية الموقعة في أغسطس 1936 وبدعم من 24 دولة. كان على الجمهورية خوض حرب تحت عزلة دولية كاملة تقريبا وحظر اقتصادي بحكم الواقع وضعه في وضع لا يمكن التغلب عليه ضد فصيل المتمردين. بسبب الافتقار إلى المساعدة التي تشتد الحاجة إليها من القوى الديمقراطية مثل فرنسا والمملكة المتحدة والولايات المتحدة، تعرضت الجمهورية الإسبانية لشكل شديد من العزلة الدولية بين عام 1936, بعد وقت قصير من انقلاب المتمردين وهزيمة القوات الموالية عام 1939. الوصول البحري للمواد من الاتحاد السوفياتي — الدولة الوحيدة، مع المكسيك، التي تحدت معاهدة عدم التدخل — تم قطع المساعدة بشكل فعال بسبب هجمات الغواصات الإيطالية وظلت الحدود الفرنسية مغلقة. على الرغم من فرضها باسم الحياد، انتهى العزلة الدولية للجمهورية الإسبانية إلى تفضيل مصالح دول المحور المستقبلية.
ومن أشهر الأمثلة في النصف الثاني من القرن العشرين العزلة الدولية لجنوب أفريقيا خلال سنوات الفصل العنصري. في حين أن الفقر عادة ما يكون أحد نتائج العزلة الدولية، تمكنت النخبة في جمهورية جنوب أفريقيا من الحفاظ على مكانتها وثروتها، الطبقات الأكثر حرمانًا اقتصاديًا التي تتحمل العبء الأكبر من الوضع. بورما، دولة معزولة بسبب حكمها العسكري القاسي، لديها واحدة من أفقر أنظمة الرعاية الصحية في العالم على الرغم من وفرة الموارد الطبيعية في البلاد.
طوال الحرب الأهلية الليبية عام 2011، دفع عدد من الدول القوية من أجل العزلة الدولية للجماهيرية الليبية للعقيد معمر القذافي. ساهم الضغط الدولي، إلى جانب مساعدة الجماعات المتمردة، في نهاية المطاف في سقوط القذافي و‌موته. أيضا، في الانتفاضة السورية 2011-2012 ، فرضت عدة دول أجنبية عقوبات صارمة على نظام الرئيس بشار الأسد.
مع تزايد التراجع الديمقراطي والاستبداد في فنزويلا أثناء إدارة نيكولاس مادورو، واجهت البلاد عزلة دولية متزايدة.

## وصلات خارجية
- The European Union’s sanctions related to Human rights: the case of Burma/Myanmar.
- Abrams, Elliott, Security and sacrifice : isolation, intervention, and American foreign policy (1948)